# Ozero Domanovskoje
Ozero Domanovskoje (ryska: Озеро Домановское) är en sjö i Belarus.   Den ligger i voblasten Vitsebsks voblast, i den nordöstra delen av landet, 210 km nordost om huvudstaden Minsk. Ozero Domanovskoje ligger 153 meter över havet.
I omgivningarna runt Ozero Domanovskoje växer i huvudsak blandskog. Runt Ozero Domanovskoje är det ganska tätbefolkat, med 75 invånare per kvadratkilometer.